# Irene Pivetti
Irene Pivetti (n. 4 aprilie 1963, Milano, Italia) este o politiciană și jurnalistă italiană.